# James Weldon Johnson

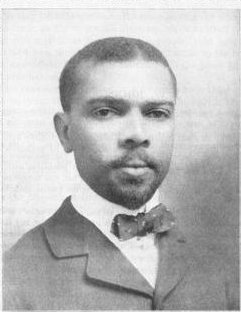
James W. Johnson im Alter von etwa 30 Jahren

James Weldon Johnson (* 17. Juni 1871 in Jacksonville, Florida; † 26. Juni 1938 in Wiscasset, Maine) war ein US-amerikanischer Schriftsteller und Diplomat, Zeitungsgründer und -herausgeber, Dichter, Anthropologe, Hochschullehrer, Rechtsanwalt, Kritiker, Komponist, Bürgerrechts-Aktivist der ersten Stunde und prominenter Vertreter der Harlem Renaissance. Neben seinen eigenen Schriften machten ihn auch seine Anthologien afroamerikanischer Gedichte und Spirituals bekannt. Er war einer der ersten afroamerikanischen Professoren an der New York University und der Textdichter von „Lift Ev'ry Voice and Sing“, der „afroamerikanischen Nationalhymne“.

## Leben

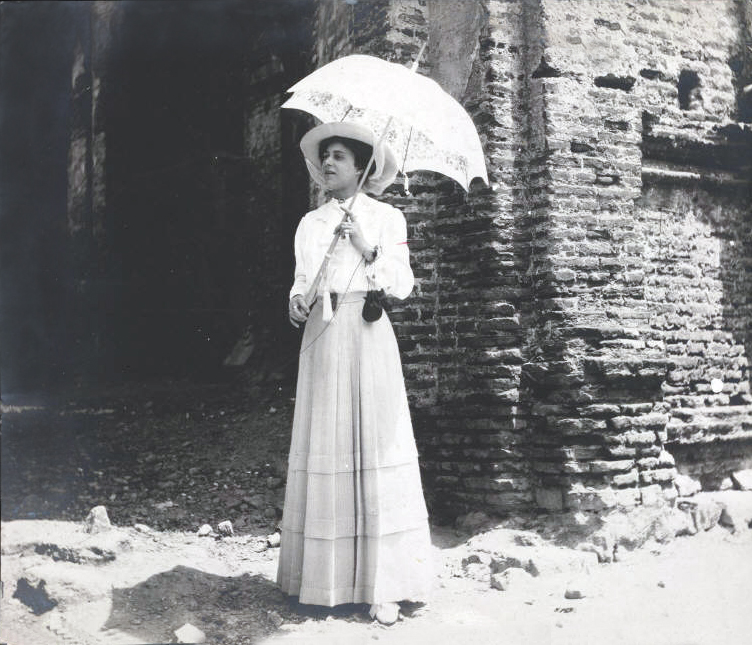
Grace Nail Johnson (1910)

Johnson wurde in Jacksonville als Sohn von Helen Louise Dillet und James Johnson geboren. Anfangs wurde Johnson von seiner Mutter, einer Lehrerin, unterrichtet, dann an der Edmin M. Stanton School. Mit 16 Jahren begann er ein Jura-Studium an der privaten Clark Atlanta University, das er 1894 erfolgreich abschloss. 1910 heiratete er Grace Nail, die Tochter eines wohlhabenden New Yorker Bauunternehmers. Johnson starb 1938, während er in Maine Ferien machte, als sein Auto von einem Zug gerammt wurde. Zu seiner Beerdigung in Harlem erschienen mehr als 2.000 Trauernde.

## Im Schul- und Rechtswesen
Nach dem Studium kehrte Johnson zurück an die Stanton School, wo er mit 23 Jahren Direktor wurde. Um die Ausbildung der überwiegend schwarzen Schüler zu verbessern, führte er das 9. und 10. Schuljahr ein. In dieser Zeit gründete er auch die Zeitung Daily American. Er war der erste Afroamerikaner, der in Florida als Anwalt am Gericht zugelassen wurde. In den 1930ern wurde er Professor für kreatives Schreiben an der Fisk University in Nashville.

## Musik
Johnson, der ein guter Gitarrist und Pianist war, hatte schon in Jacksonville begonnen, mit seinem Bruder, dem Sänger und Pianisten J. Rosamond Johnson, Lieder und Texte für die Oper Tolosa zu schreiben. Ihr Ziel war, mit ausgefeilten Kompositionen und Texten das in der populären Kultur vorherrschende Stereotyp der Afroamerikaner zu überwinden. 1899 zogen beide nach New York City, um am Broadway ihr Glück zu suchen. Dort lernten sie u. a. Oscar Hammerstein I kennen und vor allem den Komponisten, Autor, Schauspieler, Produzenten und Regisseur Bob Cole. Bob Cole, J. Rosamond Johnson und James Weldon Johnson schrieben zusammen über 200 Songs. 1900 entstand dort auch Lift Ev'ry Voice and Sing. 1970 wurde er in die Songwriters Hall of Fame aufgenommen.

## Diplomatie
Von 1906 bis 1912 war Johnson für die Regierung Theodore Roosevelt als Konsul tätig, zunächst in Puerto Cabello (Venezuela) und seit 1909 in Corinto (Nicaragua).

## Lyrik
Johnsons erster veröffentlichter Gedichtband war Fifty Years and Other Poems, der 1917 erschien. Die Gedichte Johnsons und Paul Laurence Dunbars sowie die Werke von Autoren wie W. E. B. Du Bois beeinflussten viele junge Künstler wie Langston Hughes und begründeten die Harlem Renaissance der 1920er und 1930er Jahre. Johnson half vielen Autoren, ihre Werke zu veröffentlichen. Seine Anthologie The Book of American Negro Poetry mit Werken unter anderem von Anne Spencer, Jessie Redmon Fauset und Georgia Douglas Johnson erschien 1922. Die Academy of American Poets nannte sie einen Meilenstein in der Geschichte der afroamerikanischen Literatur. Zu seinen bekanntesten Werken zählt God's Trombones: Seven Negro Sermons in Verse, erschienen 1927, das die Tradition des Volkspredigers feiert.

## Politik
1916 begann Johnson seine Arbeit für die National Association for the Advancement of Colored People (NAACP). Er trug wesentlich dazu bei, die Mitgliederzahl innerhalb von vier Jahren von 9.000 auf 90.000 zu erhöhen. 1920 wurde er zu ihrem ersten schwarzen Vorsitzenden gewählt. Während seiner zehnjährigen Amtszeit kämpfte er vor allem gegen die vielen Lynchmorde an Schwarzen.

## Werkauswahl

### Gedichte
- Lift Every Voice and Sing (1899)
- Fifty Years and Other Poems (1917)
- Go Down, Death (1926)
- God's Trombones: Seven Negro Sermons in Verse (1927)
- Saint Peter Relates an Incident (1935)
- The Glory of the Day was in Her Face
- Selected Poems (1936)

### Weitere Werke und Sammlungen
- The Autobiography of an Ex-Colored Man (Roman, 1912/1927, dt. Color - Ein amerikanisches Leben, Übersetzung von Olaf Knechten, 2021)
- Self-Determining Haiti (1920)
- The Book of American Negro Poetry (1922)
- The Book of American Negro Spirituals (1925)
- Second Book of Negro Spirituals (1926)
- Black Manhattan (1930)
- Along This Way (1933)
- Negro Americans, What Now? (1934)
- The Selected Writings of James Weldon Johnson (1995, postume Anthologie)

## Deutsche Übertragungen
- Hanna Meuter: Amerika singe auch ich. Dichtungen amerikanischer Neger. Zweisprachig. Hg. und Übers. zus. mit Paul Therstappen. Wolfgang Jess, Dresden 1932. Mit Kurzbiographien. Reihe: Der neue Neger. Die Stimme des erwachenden Afro-Amerika. Band 1; Neuausgabe ebd. 1959. S. 58–61 („At a closed gat of justice“ & „O black and unknown bards.“)
- Olaf Knechten: Color – Ein amerikanisches Leben (The Autobiography of an Ex-Colored Man, Hg. und Übers., Books on Demand, Norderstedt, 2021)[10]